# Ramón López (długodystansowiec)
Ramón López (ur. 6 czerwca 1963) – paragwajski lekkoatleta, długodystansowiec, dwukrotny olimpijczyk.

## Życiorys
Karierę rozpoczynał w 1979 roku w mieście Encarnación. Od 1981 roku reprezentował kluby z Asunción (m.in.: Atlético Colegiales, Deportivo Sajonia, Cerro Porteño). Uczestniczył w mistrzostwach świata w 1983 roku, gdzie zajął ostatnie 13. miejsce w biegu eliminacyjnym na 5000 m (15:10,29) i ostatnie 16. miejsce w biegu eliminacyjnym na 10 000 m (31:27,10). Startował także w maratonie, którego nie ukończył. Zajął 12. miejsca zarówno w biegu na 5000 metrów, jak i w biegu na 10 000 metrów na igrzyskach panamerykańskich w 1983 w Caracas
Dwukrotny uczestnik igrzysk olimpijskich (IO 1984, IO 1988). Podczas pierwszego  startu wystąpił w 3 konkurencjach. Nie ukończył biegu eliminacyjnego na 10 000 m. W biegu eliminacyjnym na 3000 m z przeszkodami zajął ostatnie 12. miejsce z czasem 9:36,36 – był to przedostatni rezultat wśród wszystkich startujących zawodników (gorszy wynik osiągnął wyłącznie Omańczyk Abdullah Azzan Al-Akbary). Ponownie najsłabszy wynik biegu eliminacyjnego uzyskał na 5000 m (15:15,64), wyprzedzając w łącznej klasyfikacji jedynie 7 zawodników. Zgłoszony był także do udziału w sztafetach 4 × 100 m i 4 × 400 m, jednak nie pojawił się na starcie żadnej z tych konkurencji. Na kolejnych igrzyskach olimpijskich wystartował w biegu na 1500 m i na 3000 m z przeszkodami. W wyścigu eliminacyjnym pierwszej z tych konkurencji uplasował się na 12. miejscu z rezultatem 3:53,31. W drugiej konkurencji awansował do półfinału, w którym zajął ostatnie 12. miejsce z wynikiem 8:52,62 (najsłabszy czas półfinałów).
Na mistrzostwach świata w 1987 roku uzyskał najsłabszy czas eliminacji w biegu na 3000 m z przeszkodami (9:10,29). Uczestniczył także wielokrotnie w mistrzostwach kontynentu. Karierę zakończył w 1989 roku. W 2001 roku wrócił do rywalizacji, lecz z powodu kontuzji kolana przerwał karierę, wracając do startów ponownie w 2008 roku. 
Pracownik firmy związanej z zaporą Itaipu – Itaipu Binacional.
Rekordy życiowe: bieg na 1500 m – 3:48,74 (1988); bieg na 5000 m – 14:28,7 (1986); bieg na 10 000 m – 30:33,43 (1985); bieg na 3000 m z przeszkodami – 8:52,62 (1988). W 2013 roku był rekordzistą kraju w trzech wymienionych wyżej konkurencjach (poza biegiem na 10 000 m), zaś w biegu na 1500 m nadal posiadał rekordy Paragwaju w grudniu 2020.